# 存在動詞
存在動詞（そんざいどうし）とは、基本的には存在を表現する動詞のことをいう。
また言語によって異なるものの、名詞や形容詞などの補語を伴って主語の状態を表現したり（これを繋辞またはコピュラという）、助動詞として進行形や受動態を表したりすることもある。英語に代表させて他の印欧語族の語の同じ性格の動詞を包括的に be 動詞と呼ぶこともある。

## 各言語の存在動詞の例
| 日本語         | ある、いる    |
| 中国語         | 有, 在        |
| 韓国語         | 있다          |
| 英語           | be            |
| フランス語     | être          |
| ドイツ語       | sein          |
| スペイン語     | ser, estar    |
| イタリア語     | essere, stare |
| ポルトガル語   | ser, estar    |
| ラテン語       | sum (esse)    |
| ハンガリー語   | van           |
| フィンランド語 | olla          |
| エスペラント   | esti          |

## 存在動詞とコピュラ
存在動詞は、印欧語族をはじめ多くの言語で、コピュラとしても用いられる。日本語でも、コピュラとして「である」「だ」、古語の「なり」など独立の形態を用いるが、これらはいずれも存在動詞「ある」「あり」に補語を表す助詞「で」「に」が融合したものである。
なお、ベンガル語、ロシア語、ハンガリー語、トルコ語やアラビア語などのようにコピュラを用いない言語もあり（ただし否定形や一部時制などでコピュラが現れることもある）、これらでは一般に、存在動詞の意味は本来の「存在」が中心となる。
しかしながら多くの言語では、存在表現（特に未特定のものの存在）には存在動詞をそのまま用いるのでなく、特徴的な構文（存在文）を用いる。これは存在・コピュラ両用法の間に明確な境界が感じられるためである。これは論理学的には、存在は限量子（自然言語でいえば日本語の連体詞「ある」など、名詞句を限定する語）と捉えられるのに対し、コピュラは述語と捉えられることに関係している。
例えば英語では "there is(are) ..." という構文を用いる。これは場所などを話題として文頭に移動した形に由来するが、現在では there は具体的な場所を表すのでなく、存在文の標識となっている。
フランス語、スペイン語やドイツ語などでも、存在動詞自体で存在を表すこともあるが、一般にはそれぞれ "il y a ...", "hay ...", "es gibt ..." といった、存在動詞によらない存在文が用いられる。これらは元来「それが...を持つ・与える」という意味であり、非人称主語（虚辞）を立てて存在主体を目的語にした形式である。
また存在動詞とコピュラに全く異なる動詞を用いる言語もある。
例えばスウェーデン語では vara（本来の存在動詞）をコピュラに、bli と finnas をそれぞれ変化「なる」、存在「ある」に用いる。
- Vem vill bli miljonär? 「誰が百万長者になりたいと思うか？」
- Varför bestiga Mt. Everest? Därför att det finns där. 「なぜエベレストに登るのか？—そこにあるからだ」

中国語では、「何々がある」という存在表現には「有」を用い、「A には B がある」という意味で「A 有 B」という。これは特に所有を意味する場合が多く、「A は B を有する」と直訳することもできる。しかし単に「有 B」（B がある）という言い方も普通であって、A は一般には「主語」ではなく「話題」と考えられている（英語の there 構文と同じく、VS 型の変則的語順である）。一方、既知の A（話題）の存在について場所（焦点） B を示す場合（所在表現）には「在」を用いて「B 在 A」という。
それに対しコピュラとしては「是」を用いる（補語が名詞句の場合のみ）。「是」は漢文訓読の「これ」からもわかる通り、古くは指示代名詞としても用いた。さらに古くはもっぱら指示代名詞として用いられ、「A、これは B」という言い方から「A は B である」の意味のコピュラに転用されたという。
朝鮮語でも、存在動詞（存在詞）は있다（イッタ）、コピュラは이다（イダ）と異なっている。

## 存在動詞の種類
存在動詞は一般には状態動詞と考えられるが、言語によっては到達動詞（日本語の「なる」）の意味でも用いられる。例えば英語では "I want to be a baseball player. " 「僕は野球選手になりたい」というように、現在は実現していない未来時制や希望・意志の表現に限って become/get と同じ意味で用いられる。同様の用法は他の言語にも見られる。
多くのロマンス諸語の存在動詞（主にコピュラとして用いる）には、普遍的／一時的の区別がある。例えばスペイン語やポルトガル語の ser/estar など。これらはラテン語の sedēre（座る） / stāre（立っている）に由来する。また、イタリア語では、essere/stareがある。essereは、ラテン語のesse（本来の存在動詞、sum動詞の活用形）に由来する。
一方、現代フランス語ではこの区別はなくなっている。
日本語には「ある」／「いる」・「おる」の区別がある。「いる」「おる」は元来、動くものが一時的に「座っている」という意味であるが、一時性よりも有生性（生物・無生物あるいは意志の有無）による区別である。

## 存在表現と所有表現
存在文を所有表現に用いる言語もかなり多い。これは、存在表現「A（場所）には何々がある」と所有表現「A（人）は何々を持っている」が意味論的に近接していることによる。日本語では所有が行為として具体的でない限り「誰々に何々がある（いる）」というのが普通であり、中国語（上記）やロシア語などでも同様の表現が普通である。逆にフランス語やドイツ語では所有的表現を存在表現に転用したということができる。

## インド・ヨーロッパ語の存在動詞
インド・ヨーロッパ語の存在動詞はいずれも共通の語に由来する。ただし語根としては *h1es（英語 is, ラテン語 est など）、*bhuH（英語 be, ラテン語の未来形・完了形 fu- など）、*wes（英語 was など）、*h1er（英語 are など）という別のものを含み、これらは本来は別の意味を持っていたと考えられる。

## 助動詞的用法
存在動詞を助動詞に転用する言語も多い。例えば過去分詞を伴って受動態（英語、フランス語等）または完了・過去形（フランス語の一部動詞、チェコ語等）を示す言語が多くある。英語ではto不定詞を伴って将来の予定・義務などを表し、また現在分詞を伴って進行形を示す。ロシア語などでは存在動詞の未来形に一般動詞の不定詞を伴って未来を示す。
日本語でも「ある」と「いる」は補助動詞として用いられるが、「てある」は受動的動作の結果としての状態、「ている」は能動的動作の進行形もしくは完了形などに使い分けられる。